# Juliette Binoche
Juliette Binoche   (12è districte de París, 9 de març de 1964) és una actriu francesa de cinema i de teatre. Ha guanyat diversos premis, com ara el Premi Donostia al Festival de Cinema de Sant Sebastià el 2022 i el Goya Internacional el 2023.

## Biografia

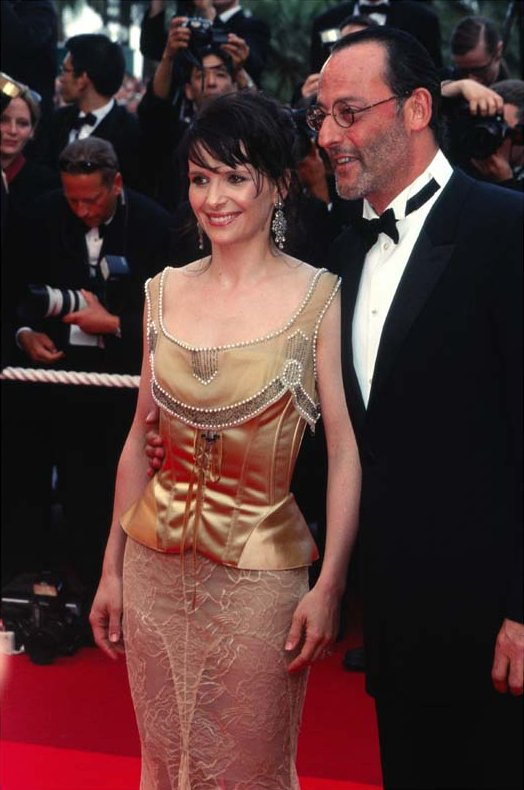
Juliette Binoche i Jean Reno al Festival de Canes, el 2002

Nascuda d'una mare mestra i d'un pare titellaire, s'inicià molt aviat als cursos d'art dramàtic de la seva mare.

## Trajectòria professional
Després d'haver interpretat algunes obres teatrals, debutà en el cinema amb grans directors: Jean-Luc Godard, Jacques Doillon o André Téchiné. El 1986, en el rodatge de Mauvais sang, conegué el realitzador Leos Carax i es convertí en la seva parella. Se separaren durant el rodatge de Les amants du Pont-Neuf, estrenada el 1991.
La seva interpretació amb Daniel Day-Lewis a La insostenible lleugeresa del ser (1987) o a Ferida (1992) amb Jeremy Irons la propulsà a nivell internacional. Sol·licitada per Steven Spielberg per a Parc Juràssic, preferí rodar amb Krzysztof Kieslowski a Tres colors: Blau (1993), i obtingué així el César a la millor actriu. Havia estat ja nomenada quatre vegades i seguiran tres altres nomenaments.
El 1993 donà a llum a Raphaël fruit de la seva relació amb André Hallé. Interpretà papers d'heroïna romàntica a Le Hussard sur le toit (1995) o El pacient anglès (1997) per al qual rebé l'Oscar a la millor actriu secundària i fou igualment nominada per l'Oscar a la millor actriu el 2000 per a la seva participació en la comèdia romàntica Chocolat amb Johnny Depp. El 18 de desembre de 1999 donà a llum a Hannah, el pare de la qual és l'actor Benoît Magimel (se separaren el 2003) amb qui rodà Children of the Century (1999), en la qual interpretà George Sand. El 2002 interpretà a una esteticista xerraire atrapada en un aeroport a Jet lag i el 2005 rodà el thriller Caché de Michael Haneke i el drama Mary d'Abel Ferrara.
El 2007, preparà una gira mundial de ball contemporani amb el coreògraf anglès d'origen bangladeshi Akram Khan per a 2008 i com a publicitat s'oferí per a la portada de Playboy. Binoche ho explica així: «He estat convençuda per un jove equip que vol canviar Playboy, com es voldria canviar el món, parlant del cos de forma diferent, tornant-li la seva ànima».
El 2023 va obtenir el Premi Goya Internacional.

## Filmografia i premis
| Any  | Títol                                                                  | Paper                                 | Notes |
| ---- | ---------------------------------------------------------------------- | ------------------------------------- | --- |
| 1983 | Dorothée, danseuse de corde                                            |                                       | Televisió |
| 1983 | Liberty Belle                                                          | La noia del rallye                    | |
| 1985 | Le Meilleur de la vie                                                  | Una amiga de Véronique al bar         | |
| 1985 | Rendez-vous                                                            | Nina/Anne Larrieux                    | Nominada − César a la millor actriu |
| 1985 | Adieu Blaireau                                                         | Brigitte B.                           | |
| 1985 | La Vie de Famille                                                      | Natacha                               | |
| 1985 | Les Nanas                                                              | Antoinette                            | |
| 1985 | Je vous salue, Marie                                                   | Juliette                              | |
| 1985 | Fort bloqué                                                            | Nicole                                | Televisió |
| 1986 | Mauvais Sang                                                           | Anna                                  | Nominada – César a la millor actriu |
| 1986 | Mon beau-frère a tué ma soeur                                          | Esther Bouloire                       | |
| 1988 | La insostenible lleugeresa del ser (The Unbearable Lightness of Being) | Tereza                                | |
| 1989 | Un tour de manège                                                      | Elsa                                  | |
| 1991 | Les Amants du Pont-Neuf                                                | Michèle Stalens                       | Nominada – César a la millor actriu |
| 1991 | Women & Men 2                                                          | Mara                                  | Televisió |
| 1992 | Ferida (Damage)                                                        | Anna Barton                           | Nominada − César a la millor actriu |
| 1992 | Cims borrascosos (Wuthering Heights)                                   | Cathy Linton / Catherine Earnshaw     | |
| 1993 | Tres colors: Blau (Trois Couleurs: Bleu)                               | Julie Vignon (de Courcy)              | Copa Volpi per la millor interpretació femenina César a la millor actriu Nominada − Globus d'Or a la millor actriu dramàtica                                                |
| 1994 | Tres colors: Blanc                                                     | Julie Vignon (de Courcy)              | |
| 1994 | Tres colors: Vermell                                                   | Julie Vignon (de Courcy)              | |
| 1995 | Le hussard sur le toit                                                 | Pauline de Théus                      | Nominada − César a la millor actriu |
| 1996 | El pacient anglès (The English Patient)                                | Hana                                  | Oscar a la millor actriu secundària Os de Plata a la millor interpretació femenina BAFTA a la millor actriu secundària Nominada – Globus d'Or a la millor actriu secundària |
| 1996 | Un divan a Nova York (Un divan à New York)                             | Beatrice Saulnier                     | |
| 1998 | Alice et Martin                                                        | Alice                                 | |
| 1999 | Children of the Century                                                | George Sand/Baronessa Aurore Dudevant | |
| 2000 | Chocolat                                                               | Vianne Rocher                         | Nominada − Oscar a la millor actriu Nominada – Globus d'Or a la millor actriu musical o còmica Nominada – BAFTA a la millor actriu                                          |
| 2000 | Code Unknown                                                           | Anne Laurent                          | |
| 2000 | La viuda de Saint Pierre (La Veuve de Saint-Pierre)                    | Pauline (Madame La)                   | Nominada − César a la millor actriu |
| 2002 | Jet lag (Décalage horaire)                                             | Rose                                  | Nominada − César a la millor actriu |
| 2004 | Un país a l'Àfrica (In My Country)                                     | Anna Malan                            | |
| 2005 | Mary                                                                   | Marie Palesi / Mary Magdalene         | |
| 2005 | Bee Season                                                             | Miriam                                | |
| 2005 | Caché                                                                  | Anne Laurent                          | |
| 2006 | Breaking and Entering                                                  | Amira                                 | |
| 2006 | Uns quants dies de setembre (Quelques Jours en Septembre)              | Irène Montano                         | |
| 2006 | Paris, je t'aime                                                       | Suzanne                               | segment "Place des Victoires" |
| 2007 | Dan in Real Life                                                       | Marie                                 | |
| 2007 | Désengagement                                                          |                                       | |
| 2007 | Le Voyage du Ballon Rouge                                              | Suzanne                               | |
| 2008 | Paris                                                                  | Elise                                 | |
| 2008 | L'Heure d'été                                                          | Adrienne                              | |
| 2008 | Shirin                                                                 | Juliette Binoche                      | |
| 2010 | Còpia certificada                                                      | Elle                                  | Premi a la interpretació femenina (Festival de Canes) |
| 2011 | The Son of No One                                                      | Loren Bridges                         | |
| 2011 | Mademoiselle Julie                                                     | Mademoiselle Julie                    | Televisió |
| 2012 | Elles                                                                  | Anne                                  | |
| 2012 | La vie d'une autre                                                     | Marie Speranski                       | |
| 2012 | Cosmopolis                                                             | Didi Fancher                          | |
| 2012 | À coeur ouvert                                                         | Mila                                  | |
| 2013 | Camille Claudel 1915                                                   | Camille Claudel                       | |
| 2013 | Mil vegades bona nit (A Thousand Times Good Night)                     | Rebecca                               | |
| 2013 | Words and Pictures                                                     | Dina Delsanto                         | |
| 2014 | Godzilla                                                               | Sandra Brody                          | |
| 2014 | Els núvols de Sils Maria (Clouds of Sils Maria)                        | Maria Enders                          | Nominada − César a la millor actriu |
| 2015 | Ningú no vol la nit                                                    | Josephine                             | Nominada − Goya a la millor actriu |
| 2015 | 7 Letters                                                              | Elle                                  | |
| 2015 | The 33                                                                 | María Segovia                         | |
| 2015 | L'attesa                                                               | Anna                                  | |
| 2016 | L'alta societat (Ma Loute)                                             | Aude Van Peteghem                     | |
| 2016 | Polina, danser sa vie                                                  | Liria Elsaj                           | |
| 2017 | A tal mare, tal filla (Telle mère, telle fille)                        | Mado                                  | |
| 2017 | Un beau soleil intérieur                                               | Isabelle                              | |

## Teatre

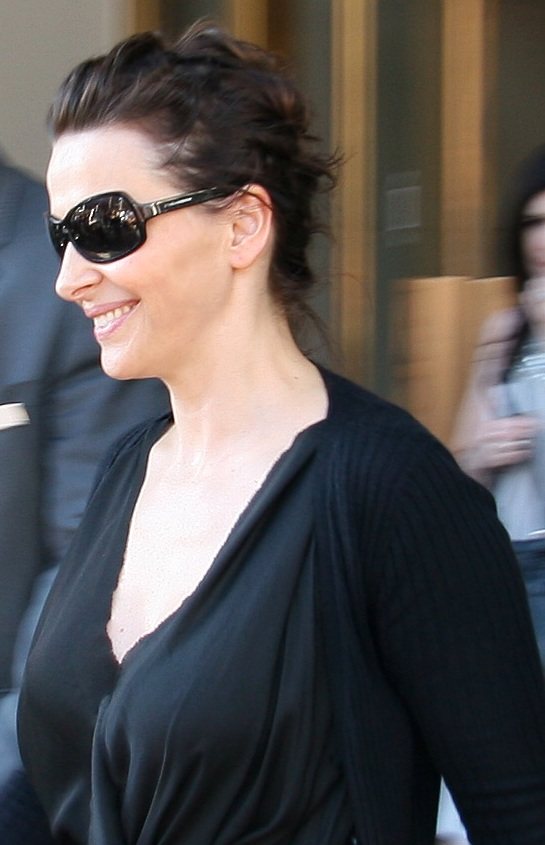
Binoche al Festival de Toronto (2007)

- 1977: El malalt imaginari de Molière
- 1977: Le Jeu de la feuillée d'Adam de la Halle
- 1979: L'Ós d'Anton Txékhov
- 1980: Le Roi se meurt d'Eugène Ionesco
- 1981: Enric IV de Luigi Pirandello, posada en escena Jacques Mauclair
- 1982: L'Argent de Dieu de Michel Bodan, teatre del Point-Virgule, París
- 1988: La gavina d'Anton Txékhov, posada en escena Andrei Kontxalovski, amb André Dussolier, Teatre de l'Odéon
- 1997: Naked de Luigi Pirandello, posada en escena de Jonathan Kent, amb Juliette Binoche (Ersilia Drei), Oliver Ford Davies (Onoria), Teatre Almeida Londres
- 2001: Betrayal de Harold Pinter, posada en escena David Leveaux, amb Juliette Binoche (Emma), Liev Schreiber (Jerry), John Slattery (Robert), Teatre Roundabout Nova York